# Commandant Birot
Pour les articles homonymes, voir Birot.
Le Commandant Birot est un aviso de type A69  classe d'Estienne d'Orves de la marine nationale qui est, en 2018, qualifié de patrouilleur de haute-mer. Son indicatif visuel est F796. Sa ville marraine n’est plus Pessac mais Sète.
Il porte le nom de Roger Birot, Français libre, Compagnon de la Libération, commandant du Mimosa avec lequel il disparut lorsqu'il fut coulé par un sous-marin allemand, dans la nuit du 8 au 9 juin 1942.

## Missions
La vocation principale d'origine de l'aviso est la lutte anti-sous-marine en zone côtière.
Il assure en outre certaines missions, telles que :
- Soutien aux forces sous-marines stratégiques ;
- Surveillance des approches maritimes ;
- Service public (sauvetage, police des mers) ;
- Instruction à la mer ;
- Déploiement outre-mer.

### Vie opérationnelle
Le 13 janvier 2014, le Commandant Birot est cité à l'ordre de la division pour s'être « distingué dans la conduite et la réussite de l’arraisonnement du Luna S », un navire rempli de cannabis arraisonné au large de l'Algérie du 8 au 13 septembre 2013.

En mai 2015, il participe à l'opération Triton. Il recueille 217 naufragés le 2 mai. Il sauve 297 migrants le 20 mai 2015.

Le 23 mai 2019, il participe, avec le patrouilleur Jean-François Deniau (DF P3), à la saisie de 7,4 tonnes de cannabis dans le cadre d'une opération conjointe entre la Douane et la Marine nationale au large de l’Algérie.
En novembre/décembre 2019, il patrouille en Mer Noire et effectue de la diplomatie militaire et de missions de renseignements. En 2024 il est déployé dans le golfe de Guinée dans le cadre de la mission Corymbe . En janvier 2025 il est en Méditerranée au sein du Standing NATO Maritime Group 2 (SNMG2).
Le 16 mai 2025 il est annoncé que le navire a débuté l'une de ses dernières sortie en mer avant son retrait du service, avec à son bord 13 anciens commandants dont l'actuel chef d'état major de la marine, l’amiral Nicolas Vaujour.

## Électronique
1 radar de veille surface-air basse altitude DRBV-51 A, 1 radar de navigation, DRBN-34 ou DRBV-38 (Racal Decca) ou 1007 (Kelvin Hugues), 1 radar de conduite de tir DRBC 32 E, 1 détecteur de radar ARBR-16, 1 sonar de coque DUBA-25, 1 lanceur SIMBAD, 1 bruiteur remorqué SLQ-25 Nixie, 1 système de transmission par satellite Inmarsat, 1 système de transmission par satellite Syracuse.